# Szmuel Szajnkinder
Szmuel Szajnkinder lub też Sz. Szajnkinder, Szejnkinder (ur. ?, zm. w 1942) – polsko-żydowski dziennikarz sportowy i piłkarz związany w trakcie okupacji niemieckiej z grupą Oneg Szabat w getcie warszawskim.

## Życiorys
Przed wojną był piłkarzem  warszawskiej, żydowskiej drużyny piłkarskiej „Hagibor” w której grał jako środkowy pomocnik i kapitan. Od około 1931 roku był dziennikarzem sportowym dziennika Der Moment. Współpracował również z Warszewer Radio. 
Po wybuchu II wojny światowej brał udział w obronie Warszawy, a następnie trafił do obozu jenieckiego. Po zwolnieniu z niewoli pracował w punkcie rozdziału żywności organizacji American Jewish Joint Distribution Committee (Joint) na warszawskiej Pradze. Po utworzeniu przez niemieckie władze okupacyjne getta warszawskiego znalazł się w nim i podjął tam pracę w Centrali Kuchen Ludowych Żydowskiej Samopomocy Społecznej. W getcie Szajnkinder poznał również historyka Emanuela Ringelbluma za sprawą, którego nawiązał współpracę z grupą Oneg Szabat tworzącą podziemne archiwum getta warszawskiego. Szajnkinder przekazał do archiwum swoje utwory literackie, dziennik, a także w ramach grupy spisywał i opracowywał relacje. 
Zginął w trakcie wielkiej akcji likwidacyjnej w getcie latem 1942 roku.